# Tallspett
Tallspett (Leuconotopicus borealis) är en fågel i familjen hackspettar som enbart förekommer i sydöstra USA. Arten har minskat kraftigt till följd av habitatförstörelse och världspopulationen uppskattas till endast 15.000 häckande individer.

## Kännetecken

### Utseende
Tallspettar är relativt små (20–23 cm) svartvita hackspettar med korta, raka näbbar. Den svarta ryggen är tvärbandad i vitt och på huvudet syns en stor vit kind kantad av ett tydligt svart strupesidesstreck. Undersidan är vit med mörka fläckar och band på flankerna. Hanar har en mycket liten röd strimma i nacken som inte alltid är synlig.

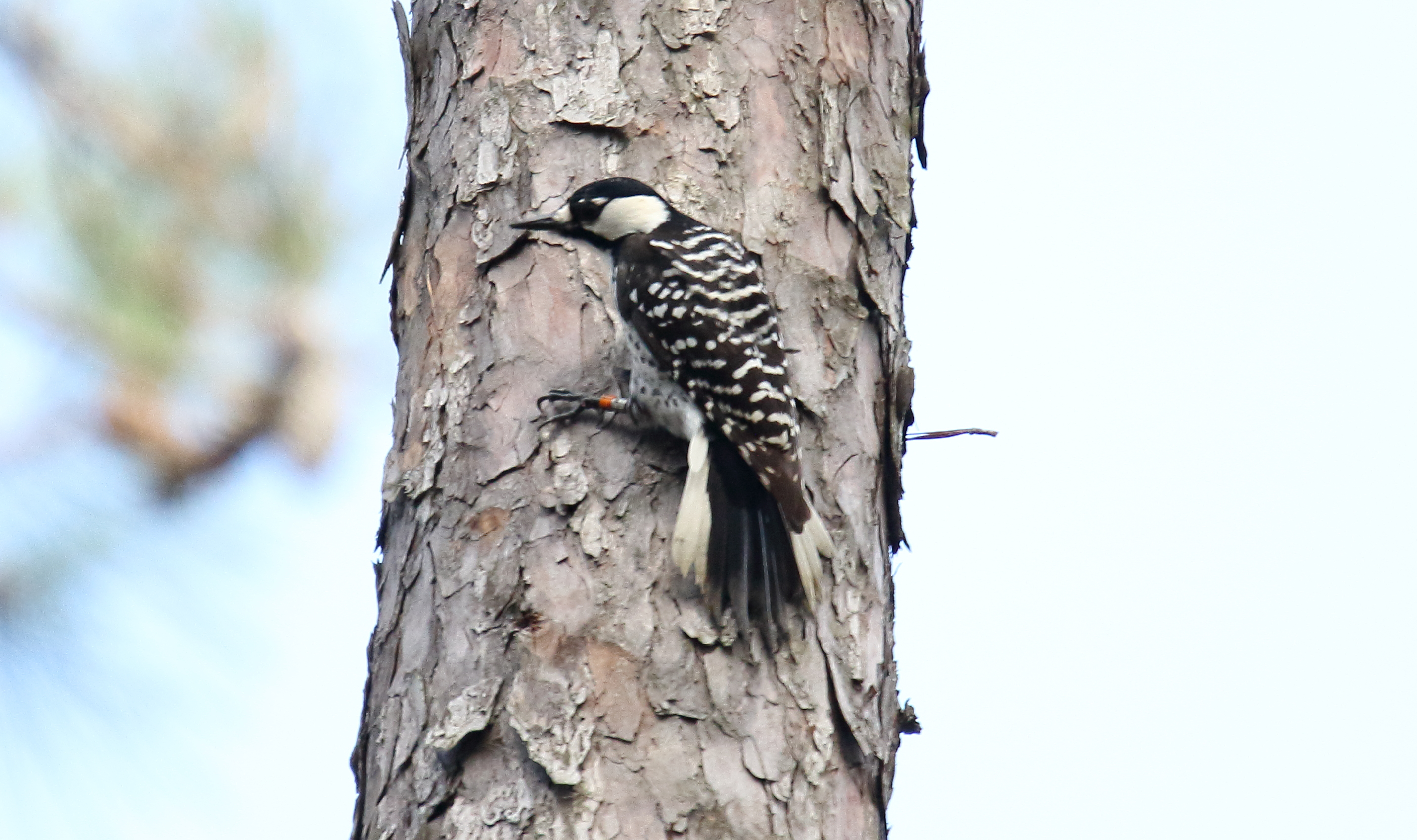

### Läte
Tallspetten har ett unikt läte, ett vasst, nasalt och strävt ”shirrp” eller ”shrrit”. Den har även som sina släktingar en skallrande ramsa, en gnisslig serie som hörs relativt sällan. Den trummar även sällan och då dämpat.

## Utbredning och systematik
Tallspetten förekommer fläckvist i tallskogar i sydöstra USA, från sydöstra Oklahoma och östra Texas österut till Atlantkusten, i norr till sydöstra Virginia och i söder till centrala Louisiana, södra Mississippi och Florida. Den behandlas som monotypisk, det vill säga att den inte delas in i några underarter.

### Släktestillhörighet
Arten placerades tidigare i släktet Picoides, men DNA-studier visar att den inte alls är närbesläktad med typarten i Picoides, tretåig hackspett. Istället hör den till en grupp övervägande amerikanska hackspettar som även inkluderar släktet Veniliornis. Den förs därför nu till ett annat släkte, antingen tillsammans med närmaste släktingarna hårspett, arizonaspett, vithuvad hackspett, vulkanspett och rökbrun hackspett till Leuconotopicus eller så inkluderas de tillsammans med Veniliornis-arterna i Dryobates.

## Levnadssätt
Tallspetten är nära knuten till gamla tallskogar med långbarrig tall (Pinus palustris) som regelbundet utsätts för skogsbrand, vilket håller ungtallar och lövträd borta. När denna miljö näranog försvunnit hittas tallspetten även i bestånd med andra tallarter som loblollytall (P. taeda) och Pinus elliottii.

### Föda
Arten lever av insekter och deras larver och andra leddjur som den hittar under barken på tallarna. Den ses vanligen födosöka i grupper, ibland med sällskap av brunhuvad nötväcka och östsialia. Hanen födosöker oftast i den högre delen av trädet och honan i den nedre. I mindre utsträckning äter den också frön och bär som tallfrön, körsbär, druvor, magnoliabär, blåbär, kermesbär och bär från klättersumak och Nyssa sylvatica.

### Häckning
Tallspetten hackar ur sitt bohål i tallar angripna av röta. Den pickar även hål i barken kring boet. Kådan som då bildas skapar ett skydd mot trädklättrande ormar. I boet läggs två till fem ägg som ruvas i tio till elva dagar. Först efter ytterligare 26–29 dagar är ungarna flygga. Arten är monogam och paren håller ofta ihop livet ut. Hanar från tidigare kullar hjälper till att ta hand om ungarna.

## Status och hot
På grund av avverkning av tallspettens levnadsmiljö har arten minskat mycket kraftigt i antal, mellan 1966 och 2014 med hela 86%. Länge betraktades den som utrotningshotad, men efter nya uppskattningar har internationella naturvårdsunionen nedgraderat den till en lägre hotstatus, nära hotad (NT). Världspopulationen uppskattades 2019 till 19 000 häckande individer.